# George Mamalassery
George Mamalassery (* 22. April 1932 in Kalathoor; † 5. Juli 2024 in Tura) war ein indischer Geistlicher und römisch-katholischer Bischof von Tura.

## Leben
George Mamalassery empfing am 23. April 1960 das Sakrament der Priesterweihe.
Papst Johannes Paul II. ernannte ihn am 12. Januar 1979 zum ersten Diözesanbischof des bereits 1973 errichteten Bistums Tura. Der Erzbischof von Shillong-Gauhati, Hubert D’Rosario SDB, spendete ihm am 19. März desselben Jahres in der Kirche Mary Help of Christians in Tura die Bischofsweihe; Mitkonsekratoren waren Orestes Marengo SDB, bis dahin Apostolischer Administrator von Tura, und Joseph Mittathany, Bischof von Tezpur.
Am 21. April 2007 nahm Papst Benedikt XVI. sein altersbedingtes Rücktrittsgesuch an. Er starb am 5. Juli 2024 im Krankenhaus in Tura an den Folgen einer Lungenerkrankung.